# Orden de la Corona de Georgia
La Orden de la Corona de Georgia es una condecoración concedida por la Casa de Bagration, cuyo Jefe y Gran Maestre es el Príncipe David de Bagration-Mukhraneli.

## Historia de la Orden
En el año 2000, S.A.R. el Príncipe Jorge de Bagration revisó las órdenes dinásticas de la Casa de Bagration, concretamente la Orden de la Santa Reina Tamara y la Orden del Águila de Georgia. 
Sobre la base de ello, se planteó la posible creación de Orden de la Corona de Georgia, con el fin de premiar a los leales servidores de su causa y de la de la restauración de la monarquía en Georgia. Se realizaron diseños de la futura Orden, pero el Príncipe decidió, llegado un momento, aplazar sine die la creación de la Orden. 
En el año 2009, S.A.R. el Príncipe David de Bagration-Mukhraneli decidió honrar la memoria de su padre y retomó la idea inicial de constituir una distinción que premiase a los fieles servidores de la causa monárquica en Georgia. Para la nueva condecoración, decidió omitir el diseño original considerado por su padre y eligió un diseño distinto, con el objetivo de enaltecer la identidad georgiana de la distinción. 
El Decreto creacional fue publicado en la web de la Casa de Bagration y consta de dos artículos, marcando el primero el objeto de la Orden y el segundo la descripción de la insignia.

## Grandes Maestres de la Orden
- S.A.R. David de Bagration-Mukhraneli (2009-actualidad).

## Grados de la Orden
La Orden se constituye en un único grado, el de Miembro de la Orden de la Corona de Georgia. La insignia consiste en una placa rafagada de plata, con una cruz patada, ligeramente curvada de gules (rojo) perfilada de esmalte blanco, cargada en su centro, de un círculo con la bandera georgiana y sobre el todo, un círculo de azur (azul) con la corona real de oro. En las intersecciones de los brazos de la cruz, siete ráfagas de oro.
La cinta de la Orden no está, por el momento, oficialmente definida, pero los Miembros de la Orden usan en las miniaturas una cinta roja con dos franjas blancas a los lados. 